# Henry Russell (athlétisme)
Pour les articles homonymes, voir Henry Russell.
Henry Argue "Hank" Russell (né le 15 décembre 1904 — novembre 1986 à West Chester) est un athlète américain, spécialiste du sprint.
Il remporte la médaille d'or sur relais 4 × 100 m lors des Jeux olympiques de 1928, en égalant le record du monde en 41 s 0, comme dernier relayeur. Il avait atteint les demi-finales du 100 m.